# Astatoreochromis straeleni
Espèce
Statut de conservation UICN

 LC  : Préoccupation mineure
Astatoreochromis straeleni est une espèce de poissons Cichlidé.